# Леммон, Крис
Кри́стофер Бойд Ле́ммон (англ. Christopher Boyd Lemmon; род. 22 июня 1954, Лос-Анджелес, Калифорния) — американский актёр кино и телевидения.

## Биография
Крис Леммон родился в Лос-Анджелесе, Калифорния, в семье актёра Джека Леммона и актрисы Синтии Стоун. В детстве Крис увлекался игрой на фортепиано, которой его научил отец. После окончания школы Леммон поступил в Калифорнийский институт искусств, в котором он получил высшее образование по классам фортепиано, композиторства и театрального искусства.
Крис принимал участие во многих театральных постановках, включая «Босиком в парке» (англ. Barefoot in the Park) режиссёра Джерри Париса, «Шей» и Любовные письма (англ. Love Letters).
Свою кинокарьеру Леммон начал в 1977 году с небольшой роли в фильме «Аэропорт 77», где главную роль исполнял его отец Джек. Вместе со своим отцом Крис также снимался в фильмах «Такова жизнь!» (1986) и «Отец» (1989). Самыми известными ролями Криса Леммона являются роли Ричарда Филиппса в сериалах «Дуэт» и «Открытый дом», а также роль Мартина Брубекера в сериале «Гром в раю».
Леммон также является сценаристом и продюсером. В 2006 году Крис выпустил книгу A Twist of Lemmon, посвящённую жизни и творчеству его отца Джека Леммона. В 2008 году книга была переиздана в мягкой обложке.
Мачеха — актриса Фелиция Фарр.

### Личная жизнь
С 1988 года Крис Леммон женат на актрисе Джине Реймонд. У них есть трое детей: Сидни Ноэль, Крис-младший и Джонатан.

## Фильмография
| Год       |    | Русское название                        | Оригинальное название                             | Роль                  |
| --------- | -- | --------------------------------------- | ------------------------------------------------- | --------------------- |
| 1977      | ф  | Аэропорт 77                             | Airport ’77                                       | радист                |
| 1978      | ф  | —                                       | Just Tell Me You Love Me                          | Бенни                 |
| 1979      | с  | Братья и сёстры                         | Brothers and Sisters                              | Милос «Чеко» Саболчик |
| 1979      | тф | —                                       | Mirror, Mirror                                    | Джонатан Шелтон       |
| 1980      | ф  | Счастливая проститутка едет в Голливуд  | The Happy Hooker Goes Hollywood                   | Робби Ротман          |
| 1980      | ф  | Как в старое доброе время               | Seems Like Old Times                              | полицейский           |
| 1980      | с  | Уходя в отрыв                           | Breaking Away                                     | Дэнни                 |
| 1981      | ф  | —                                       | C.O.D.                                            | Альберт Зак           |
| 1981      | с  | Калифорнийский дорожный патруль         | CHiPs                                             | Кенни                 |
| 1981      | ф  | Перед самым рассветом                   | Just Before Dawn                                  | Джонатан              |
| 1981      | с  | —                                       | Too Close for Comfort                             | Дэнни                 |
| 1983      | тф | Редкая отвага                           | Uncommon Valor                                    | Реджи                 |
| 1983      | с  | С девяти до пяти                        | 9 to 5                                            | н/д                   |
| 1984      | ф  | Дополнительная смена                    | Swing Shift                                       | лейтенант О’Коннор    |
| 1984      | ф  | Гонки «Пушечное ядро» 2                 | Cannonball Run II                                 | молодой сотрудник ТЭЦ |
| 1984      | тф | —                                       | The Outlaws                                       | Юджин Грисволд        |
| 1985      | ф  | Жёлтые страницы                         | Yellow Pages                                      | Генри Бриллиант       |
| 1986      | ф  | ВВС Голливуда                           | Weekend Warriors                                  | Винс Такер            |
| 1986      | ф  | Это жизнь!                              | That’s Life!                                      | Джош Фэрчайлд         |
| 1987—1989 | с  | Дуэт                                    | Duet                                              | Ричард Филлипс        |
| 1988      | ф  | —                                       | A Place to Hide                                   | н/д                   |
| 1989      | ф  | Отец                                    | Dad                                               | {юный Джек Тремонт    |
| 1989—1990 | с  | —                                       | Open House                                        | Ричард Филлипс        |
| 1990      | ф  | —                                       | Corporate Affairs                                 | Даг Франко            |
| 1990      | с  | Тихая пристань                          | Knots Landing                                     | Джефф Камерон         |
| 1991      | ф  | Огненная голова                         | Firehead                                          | Харт                  |
| 1991      | с  | Звонящий в полночь                      | Midnight Caller                                   | Ирв Папас             |
| 1991      | ф  | Отпуск Лены                             | Lena’s Holiday                                    | Майк                  |
| 1993      | с  | —                                       | The Wild West                                     | н/д                   |
| 1993      | тф | —                                       | Basic Values: Sex, Shock & Censorship in the 90’s | н/д                   |
| 1993      | в  | Гром в раю                              | Thunder in Paradise                               | Мартин «Бру» Брубекер |
| 1994      | с  | Гром в раю                              | Thunder in Paradise                               | Мартин «Бру» Брубекер |
| 1994      | в  | Гром в раю 2                            | Thunder in Paradise 2                             | Мартин «Бру» Брубекер |
| 1995      | в  | Гром в раю 3                            | Thunder in Paradise 3                             | Мартин «Бру» Брубекер |
| 1995      | ки | —                                       | Thunder in Paradise                               | Мартин «Бру» Брюбекер |
| 1997      | ф  | Исполнитель желаний                     | Wishmaster                                        | Ник Мерритт           |
| 1998      | с  | Притворщик                              | The Pretender                                     | Гленн Стивенс         |
| 1998      | ф  | Свободная страна                        | Land of the Free                                  | агент Тортон          |
| 1998      | в  | Лучший из лучших 4: Без предупреждения  | Best of the Best 4: Without Warning               | Джек Джарвис          |
| 1998      | ф  | Спекулянт                               | Just the Ticket                                   | Алекс                 |
| 2009      | ф  | —                                       | The Funk Parlor                                   | отец Фред             |
| 2014      | ф  | Моя собака — космический путешественник | My Dog the Space Traveler                         | Вернон                |
| 2014      | ф  | —                                       | Mindscapes Origins                                | сенатор Роджерс       |
| 2015      | ф  | Тела студентов                          | Beginner’s Guide to Sex                           | Док Тиббитс           |
| 2015      | ф  | Роу против Уэйда                        | Roe v. Wade                                       | Фил Маккомбс          |